# Francesco Zaltron
Francesco Zaltron, nome di battaglia "Silva" (Marano Vicentino, 14 marzo 1920 – Calvene, 28 marzo 1945), è stato un partigiano italiano, medaglia d'oro al valor militare.

## Biografia

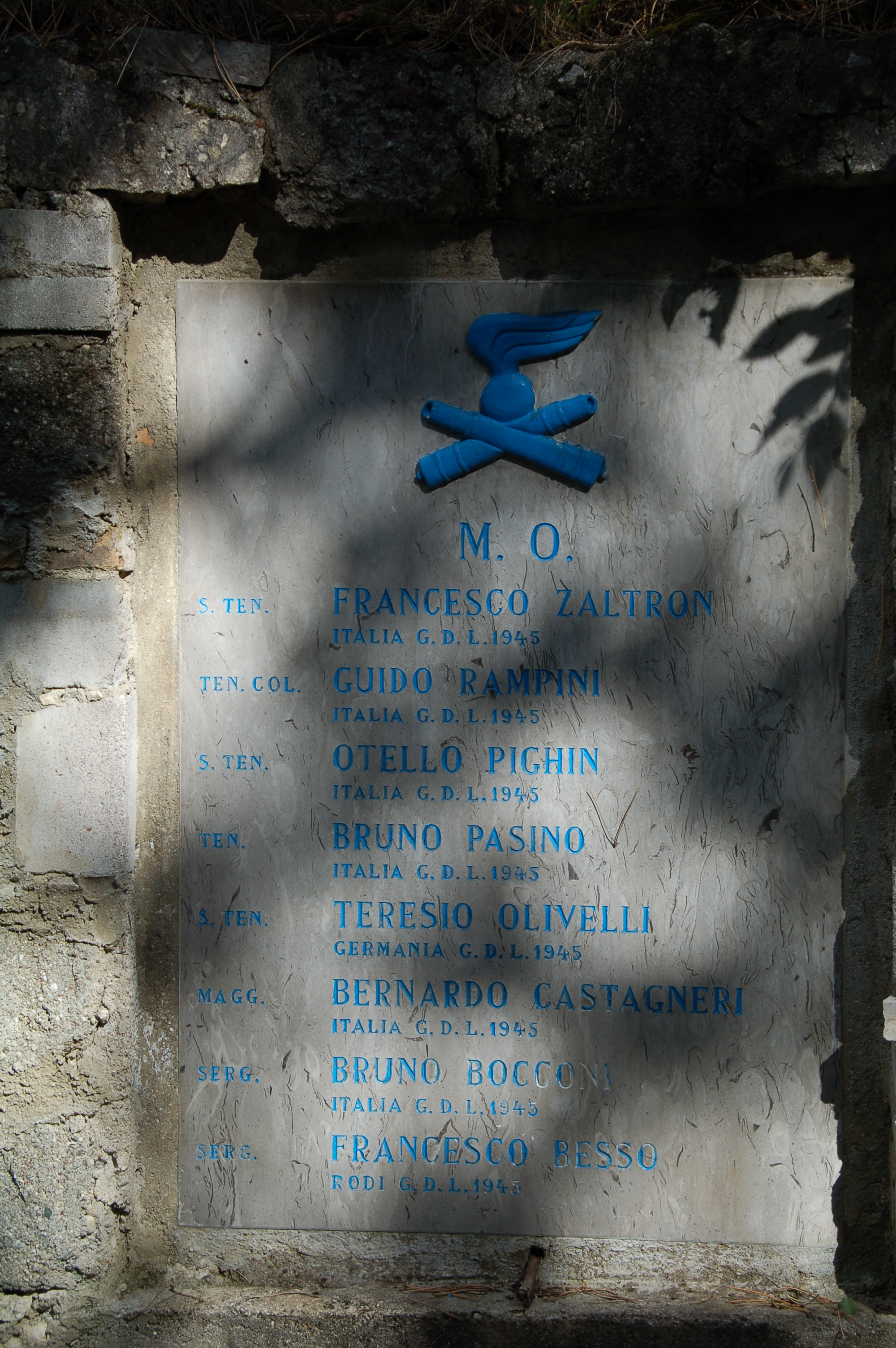
Lapide in memoria di Zaltron e altri partigiani a Rovereto

Inquadrato come sottotenente degli alpini, dopo l'8 settembre 1943, si nasconde a Thiene e comincia l'attività partigiana. Nella primavera del 1944 costituisce la Brigata "Granezza" della quale diventa comandante, si mette poi alla testa della brigata "Mazzini" sull'Altopiano dei Sette Comuni, facendo parte della Divisione Alpina Monte Ortigara, delle Fiamme Verdi, comandata da Giacomo Chilesotti.
Viene infine catturato e giustiziato.

## Onorificenze
Marano Vicentino, paese natale, gli ha dedicato la piazza principale. Una lapide a Rovereto lo ricorda insieme a Guido Rampini, Otello Pighin, Bruno Pasino, Teresio Olivelli, Bernardo Castagneri, Bruno Bocconi e Francesco Besso.

## Nei media
Nel 2006 gli viene dedicato il brano A Silva  dal cantautore vicentino Luca Bassanese.